# Impianto Opec
L'impianto Opec (acronimo di Operazioni Celle Calde) è un impianto nucleare italiano, situato nel Centro di ricerca Enea-Casaccia di Roma e utilizzato per la ricerca sugli elementi di combustibile.

## Storia
L'impianto è costituito da due impianti, chiamati Opec 1 e 2.
L'Opec 1 è entrato in esercizio nel 1962 ed è stato il primo impianto in Italia a eseguire attività di ricerca e analisi di post-irraggiamento sugli elementi di combustibile nucleare.
L'Opec 2 è stato costruito negli anni settanta con il compito di ampliare le attività nucleari di ricerca, controllo e analisi che venivano svolte nell'Opec 1. L'impianto non è mai entrato in esercizio.
Nel 2003, SOGIN ha assunto la gestione dell'impianto con l'obiettivo di realizzare la bonifica ambientale del sito.

## Lo smantellamento
Nel 2006, all'interno di Opec 1, SOGIN ha terminato le attività di decontaminazione e bonifica dei locali dell'impianto di drenaggio e raccolta dei rifiuti liquidi prodotti durante l'esercizio.
Nel 2008 è stato demolito il camino dell'Opec 2 e sono state decontaminate le 3 celle calde dell'Opec 1.
SOGIN ha avviato l'attività di smantellamento del parco serbatoi interrati dell'impianto di drenaggio. Sono iniziate le opere civili per la trasformazione dell'edificio Opec 2 in deposito temporaneo per lo stoccaggio dei rifiuti radioattivi provenienti dalle attività di esercizio e di smantellamento del vicino Impianto IPu.
Nell'ambito delle attività di gestione e messa in sicurezza dei rifiuti, SOGIN sta procedendo a un'attività di caratterizzazione dei rifiuti radioattivi.
Nelle celle calde dell'Opec 1 (sottoposte a un'attività di manutenzione e ripristino dei componenti essenziali al loro esercizio, completata nel 2010) sarà realizzato il confezionamento del materiale nucleare per il suo trasferimento al Deposito Nazionale.